# Gmina Paczków
Die Gmina Paczków ['pat͡ʂkuf] ist eine Stadt- und Landgemeinde im Powiat Nyski der Woiwodschaft Opole in Polen. Verwaltungssitz ist Stadt Paczków (deutsch Patschkau, schlesisch Potschke oder Poatschke) mit etwa 7600 Einwohnern. Sie liegt an der Einmündung der Kamienica in die Nysa Kłodzka und grenzt im Süden an Tschechien.

## Geographie
Die Gemeinde mit einer Fläche von 79,7 km² liegt im Südwesten der Woiwodschaft, etwa 75 Kilometer südwestlich von Opole (Oppeln) und 25 km östlich Paczków. Nordwestlich erstreckt sich das Jezioro Paczkowskie (Patschkauer Stausee). Das Umland der Stadt ist landwirtschaftlich geprägt.

## Politik

### Bürgermeister
An der Spitze der Stadtverwaltung steht der Bürgermeister. Dies ist Artur Rolka, der mit seinem eigenen Wahlkomitee antritt. Bei der turnusmäßigen Wahl im April 2024 wurde Rolki ohne Gegenkandidaten mit 70,6 % der Stimmen wiedergewählt. Die turnusmäßige Wahl im Oktober 2018 führte zu folgendem Ergebnis:
- Artur Rolka (Wahlkomitee Artur Rolka) 74,4 % der Stimmen
- Justina Dziasek (Wahlkomitee Justina Dziasek) 25,6 % der Stimmen

Damit wurde Rolka bereits im ersten Wahlgang wiedergewählt.

### Stadtrat
Der Stadtrat besteht aus 15 Mitgliedern und wird von der Bevölkerung in Einpersonenwahlkreisen gewählt. Die Stadtratswahl 2024 führte zu folgendem Ergebnis:
- Wahlkomitee Artur Rolka 43,0 % der Stimmen, 9 Sitze
- Wahlkomitee Przemysław Tetłak 34,1 % der Stimmen, 4 Sitze
- Wahlkomitee Bartłomiej Marzek 10,0 % der Stimmen, 2 Sitze
- Wahlkomitee Dariusz Kolasa 4,8 % der Stimmen, kein Sitz
- Wahlkomitee „Forum Selbstverwaltung 2002“ 4,2 % der Stimmen, kein Sitz
- Übrige 3,9 % der Stimmen, kein Sitz

Die Stadtratswahl 2018 führte zu folgendem Ergebnis:
- Wahlkomitee Artur Rolka 38,5 % der Stimmen, 10 Sitze
- Wahlkomitee Justina Dziasek 20,6 % der Stimmen, kein Sitz
- Wahlkomitee Przemysław Tetłak 18,2 % der Stimmen, 3 Sitze
- Prawo i Sprawiedliwość (PiS) 6,7 % der Stimmen, kein Sitz
- Wahlkomitee Barbara Jurek 4,4 % der Stimmen, 1 Sitz
- Wahlkomitee Mariusz Kwiecień 4,4 % der Stimmen, kein Sitz
- Wahlkomitee für Zuverlässigkeit 4,1 % der Stimmen, 1 Sitz
- Polskie Stronnictwo Ludowe (PSL) 3,2 % der Stimmen, kein Sitz

### Partnerschaften
- Einbeck, Deutschland
- Uzès, Frankreich

## Gliederung
Die Stadt- und Landgemeinde Paczków gliedert sich neben dem namensgebenden Hauptort in folgende Schulzenämter:
- Dziewiętlice (Heinersdorf)
- Frydrychów, bis 2001 Miechowice (Friedrichseck)
- Gościce (Gostitz; 1936–1945: Gostal)
- Kamienica (Kamitz; 1936–1945: Grenztal)
- Kozielno (Kosel)
- Lisie Kąty (Fuchswinkel)
- Stary Paczków (Alt Patschkau)
- Ścibórz (Stübendorf)
- Trzeboszowice (Schwammelwitz)
- Wilamowa (Alt Wilmsdorf)
- Ujeździec (Geseß)
- Unikowice (Heinzendorf)

## Verkehr
Der Bahnhof Paczków liegt an der Bahnstrecke Katowice–Legnica.
Die Staatsstraße DK 46 umgeht die Stadt im Süden, östlich verläuft die DW 382.

## Persönlichkeiten
Geboren in Heinersdorf bzw. Dziewiętlice:
- Jiří Grygar (* 1936), tschechischer Astronom und Astrophysiker
- Józef Kurzeja (* 1948), polnischer Fußballspieler, Trainer und Arzt.